# 그라운드 앤 파운드

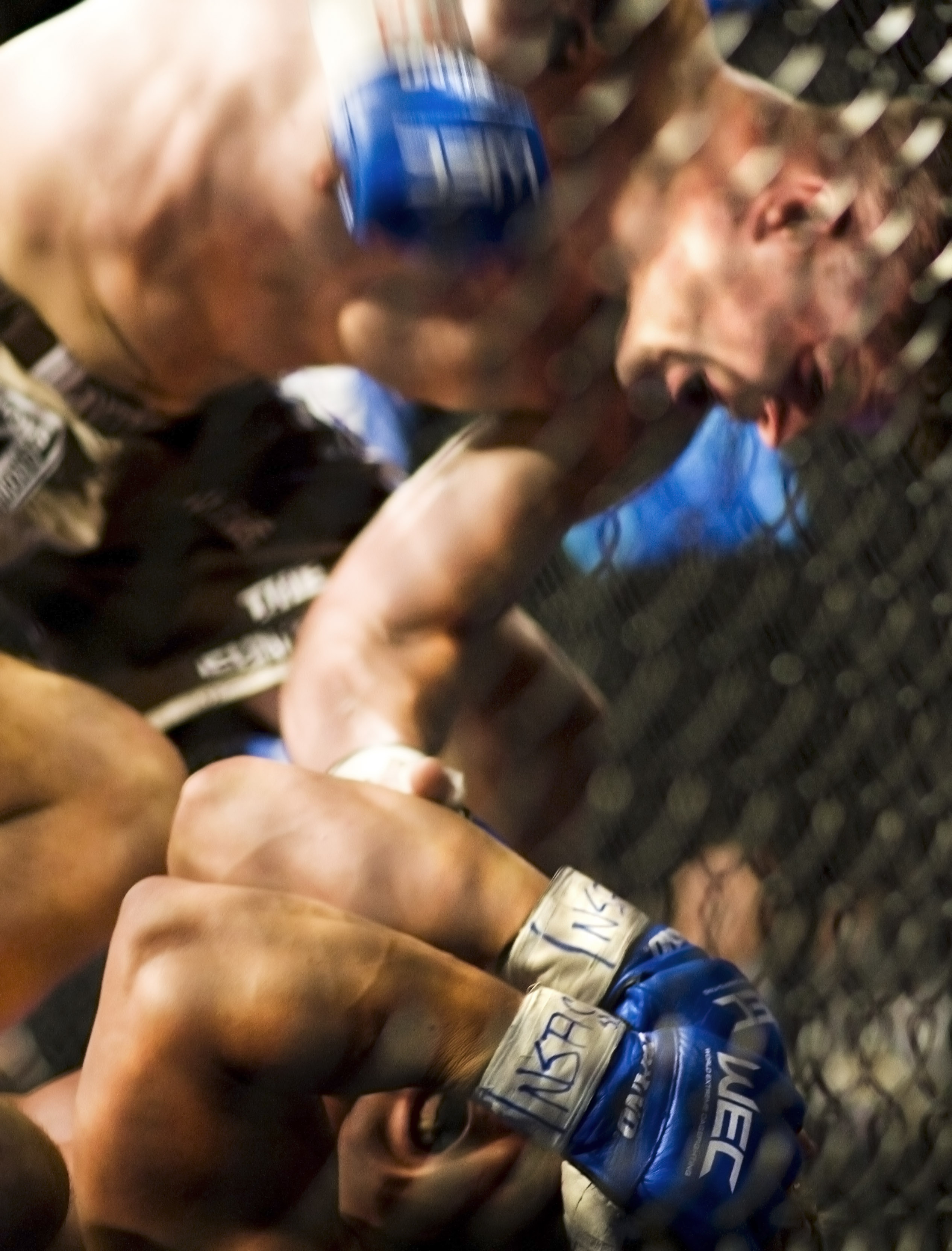
브라이언 스탠은 WEC 30 (2007)에서 제레미아 빌링턴과의 대결에서 그라운드 앤 파운드를 사용했다.

그라운드 앤 파운드(영어: Ground-and-pound)는 격투기 용어의 하나이다. 특히 종합격투기에서 사용되는 기술이다.

## 개요
그라운드 앤 파운드는 테이크 다운 또는 던지기를 사용하여 상대방을 땅에 쓰러뜨린 후, 최고 또는 지배적인 격투 위치를 얻은 다음(보통 '승마 자세'로 가정), 주로 주먹, 해머피스트 및 팔꿈치로 상대방을 치는 전략이다.